# Live at Awakenings 18-09-10
Live at Awakenings 18-09-10 is een livealbum van het samenwerkingsverband tussen Brendan Pollard, Michael Daniel en Phil Booth. Het trio gaf op 18 september 2010 een concert tijdens het muziekfestival Awakenings in Burton upon Trent. Dat concert markeerde het eindpunt van dit samenwerkingsverband dat in 2009 ontstond. In tegenstelling tot eerdere albums, die via een platenlabel werden uitgegeven, verscheen dit album alleen op cd-r.  

## Musici
- Brendan Pollard – synthesizers, sequencer
- Michael Daniel – synthesizers, gitaar
- Phil Booth - synthesizers

## Muziek
| Nr. | Titel                                                         | Duur  |
| --- | ------------------------------------------------------------- | ----- |
| 1.  | So long, and thanks for all the fish (Pollard, Daniel, Booth) | 54:31 |